# البطريركية الأرمنية في القدس

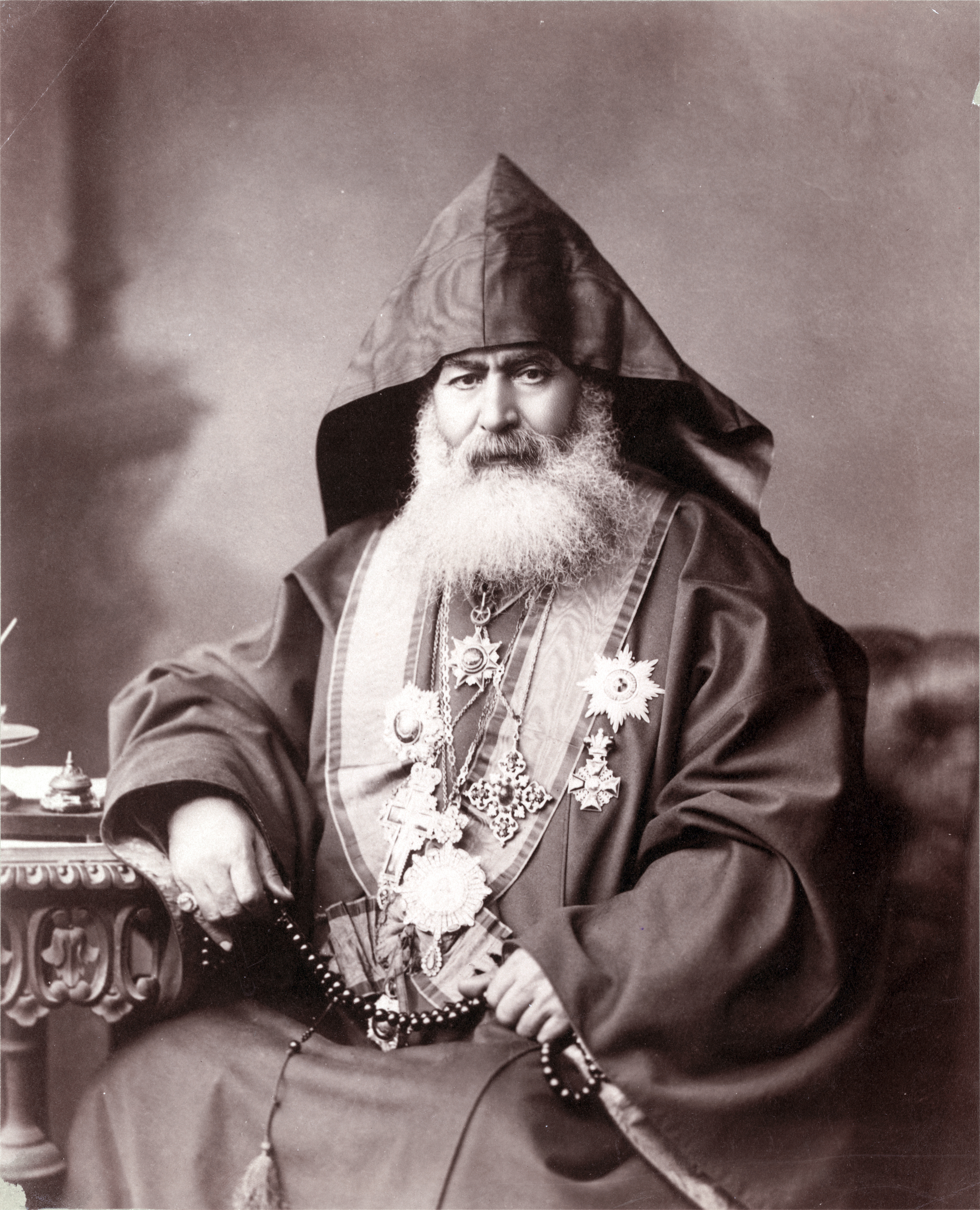
هاروتيون فيهابديان، بطريرك الأرمن في القدس، 1900

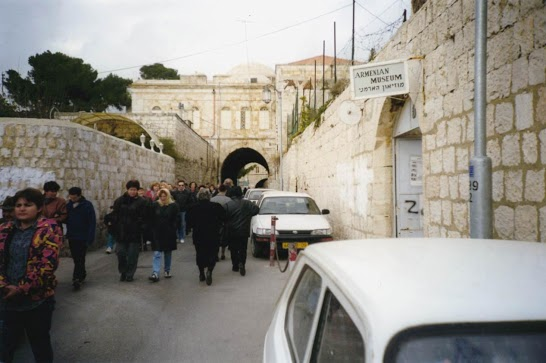
طريق بطريركية الأرمن الأرثوذكس

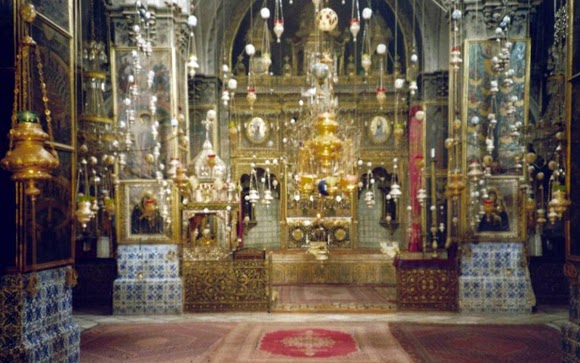
مدخل كاتدرائية القديس يعقوب

البطريركية الأرمنية في القدس، وتُعرف أيضاً باسم بطريركية القديس يعقوب للأرمن (بالأرمنية: Առաքելական Աթոռ Սրբոց Յակովբեանց Յերուսաղեմ). هي الكنيسة الرسولية الأرمنية المعترف بها رسمياً في فلسطين، للتنظيم الذاتي لقضايا الأحوال، كالزواج والطلاق وتقع في الحي الأرمني في القدس.
أصبح المطران نورهان مانوكيان، الذي كان سابقاً المطران الأكبر والنائب البطريركي، بطريرك القدس الأرمني رقم 97 في 24 يناير 2013. خلف مانوكيان رئيس الأساقفة توركوم مانوكيان، الذي توفي في 12 أكتوبر 2012، بعد أن أمضى 22 عاماً في منصبه. يشرف البطريرك، إلى جانب مجمع كنسي من سبعة رجال دين منتخبين من قبل جماعة القديس يعقوب، على شؤون البطريركية.
حصل الناجون من مذابح الأرمن خلال الحرب العالمية الأولى، على مأوى في دير الأرمن في القدس. وبلغ عدد سكان القدس الأرمن في ذلك الوقت 25 ألف نسمة. لكن عدم الاستقرار السياسي والاقتصادي في المنطقة أدى إلى انخفاض عددهم. يعيش معظم الأرمن في القدس داخل وحول البطريركية في كاتدرائية القديس يعقوب، الذي يحتل معظم الحي الأرمني في البلدة القديمة. وإلى جانب القدس، هناك مجتمعات أرمنية في يافا وحيفا والناصرة وفي الأراضي الفلسطينية.
تستخدم الطائفة الأرمنية في القدس التقويم اليولياني القديم، على عكس باقي الكنائس الأرمنية التي تستخدم التقويم الغريغوري.

## تاريخها
بدأت الكنيسة الرسولية الأرمنية بتعيين أساقفة خاصين بها للقدس في 638م، عقب فتح المسلمين لبيت المقدس، ووفاة صفرونيوس وعدم تعيين البيزنطيين أسقفاً آخر للقدس. واستمر هذا العمل، مع بعض الانقطاعات، حتى يومنا هذا. وقد ارتقى الأساقفة فيما بعد في مكانتهم وأصبحوا بطاركة. وعدا البطريرك الأرمني مستقلاً ومتمتعاً بالحكم الذاتي. يعترف بطريرك القدس الأرمني بأن الكرسي الأم لإتشميادزينه المقدسة يتمتع بالسيادة العليا في جميع الأمور الروحية.
سعى بطاركة الأرمن إلى إقامة علاقات وطيدة مع حكام المسلمين بعد انتهاء الفترة الصليبية. فقد التقى بطريرك الأرمن سركيس الأول (1281–1313) بالسلطان المملوكي في مصر وعاد بعد ذلك إلى مجتمعه في القدس، على أمل الدخول في فترة سلام لشعبه بعد الحروب الصليبية. وخلال أربعينيات القرن الرابع عشر سُمح للأرمن ببناء جدار حول حيهم. كما نقشت سلطنة المماليك إعلان حماية باللغة العربية على المدخل الغربي للحي.
استمر الحي الأرمني في هذه الفترة في خلق «الواقع على الأرض» عبر التوسعات وعمليات الدمج الصغيرة المستمرة. حيث بنى البطريرك كريكور الرابع غرفة طعام للكهنة مقابل كاتدرائية القديس يعقوب في ثمانينيات القرن الرابع عشر. واشترى الحى بستان الزيتون الموجود على جبل الزيتون، بستان جثسيماني، حوالي 1415. وفي 1439، طرد اليونانيون الأرمن من موضع الجلجثة في كنيسة القيامة، لكن البطريرك مارديروس الأول (1412-1450) اشترى «الموضع المقابل» كتعويض، وأطلق عليها اسم الجلجثة الثانية. وبقي هذا في حوزة البطريركية حتى يومنا هذا. وتقيم الكنيسة الأرمنية قداساً في موضع الجلجثة بسبب حقوقها فيه، في مواكب بعد الظهر في كنيسة القيامة.
أصبحت البطريركية الأرمنية في القدس مسيسة، في بعض الأحيان، بسبب الصراعات داخل الكنيسة الأرمنية. لعبت البطريركية الأرمنية، نتيجة قربها من الأماكن المقدسة وعزلتها عن السكان الأرمن الرئيسيين، دوراً بارزاً في الانقسام الذي بدأ يؤثر على القيادات الأرمنية في القسطنطينية وإيتشميادزين (مقر الكنيسة الأرمنية). حكم الأسقف إيغيزار بطريركية الأرمن في القدس بشدة وأعلن نفسه جاثليقاً (زعيماً) لفترة قصيرة على الكنيسة الأرمنية كلها في 1644.
سُمح للأرمن بعد الكثير من المناشدات بتوسيع كاتدرائية القديس يعقوب خلال القرن السابع عشر. في الوقت نفسه، اشترى البطريرك الأرمني هوفانيس السابع قطعة أرض كبيرة جنوب كاتدرائية القديس يعقوب، تسمى شام تاغ. وانخرطت البطريركية بتجديد الحي بأكمله بحلول 1752، وتوسعت في التجديدات في 1828 بعد وقوع زلزال. وانتهت مجمع اللاهوت في الطرف الجنوبي من كاتدرائية القديس يعقوب في 1850.
أنشأ الأرمن أول مطبعة في المدينة في 1833، وافتتحوا كلية اللاهوت في 1843. كما افتتح الأرمن أول استوديو للتصوير الفوتوغرافي وأول صحيفة لهم في القدس في 1866. وبنت الطائفة الأرمنية مبنيين كبيرين في الجانب الشمالي الغربي من البلدة القديمة، على طول شارع يافا في 1908.
مع انتشار الجالية الأرمنية في جميع أنحاء أوروبا وأمريكا، تبرع الأثرياء الأرمن بسخاء من أجل ازدهار واستمرارية البطريركية. قَدم قطب النفط وفاعل الخير كالوست كولبنكيان ليهب مكتبة كولبنكيان في الحي الأرمني والتي سُميت باسمه عرفاناً له، والتي تحتوي اليوم على واحدة من المجموعة العظيمة من المخطوطات الأرمنية القديمة بما في ذلك نسخ لا متناهية من مختلف الفرمانات والمراسيم العثمانية التي منحت الحي الحماية والحقوق في ظل الحكم الإسلامي.
تميز معظم الحي الأرمني بسقوف الجملون على الطراز الأوروبي بحلول عشرينيات القرن العشرين، على عكس القباب المفضلة في الحي الإسلامي. في 1922، كان الأرمن يشكلون 8% من مسيحيي القدس، ليصل عددهم الإجمالي إلى حوالي 2,480 نسمة. ويلاحظ أيضاً أن غير الأرمن التمسوا الراحة في حماية المجمع الأرمني المسور. شهد الحي الأرمني المزيد من التجديدات خلال ثلاثينيات وأربعينيات القرن العشرين.
أدت نهاية الحرب العالمية الثانية أيضاً إلى تقسيم فلسطين الانتدابية وإنشاء إسرائيل في 1948. وبلغ عدد الأرمن المقيمين آنذاك في الأراضي المقدسة حوالي 8,000 نسمة. حصل الأرمن الذين عاشوا في حيفا ويافا، اللتين احتلتهما إسرائيل، على الجنسية الإسرائيلية؛ بينما عاشت الغالبية العظمى من الأرمن الفلسطينيين في الحي الأرمني، وخضعت البطريركية الأرمنية وممتلكاتها للإدارة الأردنية.
انخفض عدد الجالية الأرمنية بشكل أكبر بعد حرب حزيران والاحتلال في 1967، حيث هاجر العديد منهم إلى الأردن والبعض إلى أوروبا والولايات المتحدة، تاركين حوالي 2000-3000 في القدس والضفة الغربية.

## مجمع البطريركية
تمثل البطريركية الأرمنية في القدس موطناً لجماعة أخوية القديس يعقوب، وهي جماعة رهبانية تتبع الكنيسة الرسولية الأرمنية وتضم حوالي 60 عضواً في جميع أنحاء العالم. ويوجد داخل مجمع البطريركية أيضاً مساكن خاصة للعائلات الأرمنية.
كان هذا الحي السكني، في وقت من الأوقات، أكبر مجمع منفرد يسكنه الأرمن، ويمثل النواة الديموغرافية والروحية للوجود الأرمني في الأراضي المقدسة.
ويضم مجمع البطريركية، الذي يفرض حظر تجول صارم الساعة 10 مساءً، حين تُغلق الأبواب الضخمة وتقفل حتى الصباح الباكر، المكاتب الإدارية ومساكن البطريرك ورجال الدين. بالإضافة إلى:
- كاتدرائية القديس يعقوب.
- كنيسة رؤساء الملائكة، كنيسة أرمنية هامة أخرى في القدس.
- كنيسة القديس طوروس، موطن مجموعة المخطوطات الأرمنية الثمينة المزخرفة، وهي ثاني أكبر مجموعة في العالم (أكثر من 4,000).

ومن مباني البطريركية الأخرى الموجودة داخل المجمع ما يلي:
- المدرسة اللاهوتية التابعة للبطريركية، وهو مجمع يقع على بعد مائة ياردة من مدخل المجمع، وهبها المحسنان الأرمنيان الأمريكيان الراحلان أليكس مانوغيان وزوجته ماري مانوغيان. وهي وجهة للشباب الأرمن من جميع أنحاء العالم، بما في ذلك الولايات المتحدة وأرمينيا، لدراسة الكهنوت. وهم يساعدون، بعد الرسامة، في ضخ عناصر جديدة في صفوف رجال الدين الأرمن في جميع أنحاء العالم.
- مكتبة كالوست كولبنكيان، تضم أكثر من 100.000 مجلد، نصفها باللغة الأرمنية والباقي باللغات الإنجليزية والأوروبية الأخرى.[2] سُميت المكتبة نسبة لاسم المتبرع كالوست كولبنكيان.
- متحف إدوارد وهيلين مارديجيان للفن والثقافة الأرمنية، الذي يضم قطعاً أثرية تاريخية ودينية بما في ذلك السجاد الثمين والعملات الأرمينية وأدلة على وجود الفيلق العاشر في روما. سُمي على اسم المتبرع إدوارد مارديجيان.
- مدرسة القديسين تاركمانتشاتز (بالأرمنية: Սուրբ Թարգմանչաց، حرفياً «مدرسة المترجمين المقدسين»)،[3] هي مدرسة خاصة رائدة في مجال التعليم المختلط والوحيدة التي تدرس الأرمنية والعبرية والإنجليزية والعربية.

## مرافق أخرى
يوجد دير القديس المخلص ومقبرة أرمنية خارج المجمع (عبر سور المدينة مباشرة).

### الطباعة والإعلام
كما تدير البطريركية مطبعة هي الأولى من نوعها في القدس، والتي أصبح في مقدورها اليوم القيام بالطباعة التجارية الملونة. وكانت هذه المنشأة الأولى داخل المجمع الأرمني التي تتبنى مفهوم الحوسبة على نطاق مخصص.
تعتبر الدورية طويلة الأمد «تسيون» الناطق الرسمي باسم البطريركية، والتي سميت على الاسم الأرمني لجبل صهيون. يصدر الطلاب في مدرسة اللاهوت أيضاً صحيفتهم الرسمية الخاص، «هاي يروساجيم»، (بالأرمنية: Հայ Երուսաղէմ، حرفياً «القدس الأرمنية»).

### الخدمات الطبية
تُقدم الخدمات الطبية مقابل رسوم رمزية في عيادة تبرع بها صندوق جينيشيان الطبي. كما تتوفر وجبات مجانية للمتقاعدين المسنين وغير القادرين والأفراد المعوزين في المجتمع.

## دائرة نطاقها
تتمتع البطريركية بوضع شبه دبلوماسي وهي واحدة من الأوصياء الثلاثة الرئيسيين على الأماكن المقدسة المسيحية في الأراضي المقدسة (البطريركتان الأخريان هما البطريركية اليونانية الأرثوذكسية والبطريركية اللاتينية). ومن هذه المواقع الخاضعة للسيطرة المشتركة للبطريركية الأرمنية والكنائس والمصليات والأماكن المقدسة الأخرى:
- كنيسة القيامة في البلدة القديمة بالقدس
- كنيسة الصعود على جبل الزيتون
- كنيسة قبر مريم بجوار الجثسيماني
- كنيسة المهد في بيت لحم

تتمتع البطريركية الأرمنية أيضاً بسلطة قضائية على المجتمعات الرسولية الأرمنية (الأرثوذكسية) في إسرائيل والأردن وفلسطين. والكنائس الأرمنية ذات الولاية القضائية الكاملة هي:
- كاتدرائية مار إلياس في حيفا
- دير القديس نقولا في يافا
- دير القديس جيورجيوس في الرملة
- كنيسة القديس تداوس الأرمنية في عمان، الأردن